# Scoglio San Pietro
Lo scoglio San Pietro (in croato: Supetar) è un piccolo isolotto della Dalmazia meridionale, nel mare Adriatico, vicino al porto di Ragusa Vecchia (Cavtat). Amministrativamente, appartiene al comune di Canali, nella regione raguseo-narentana, in Croazia.

## Geografia
San Pietro si trova nella valle di Breno (Župski zaljev), a nord-ovest del porto di Ragusa Vecchia, a circa 920 m da punta Rat.
Di forma vagamente rettangolare, misura circa 340 m per 150, ha una superficie di 0,038 km², le coste sono lunghe 946 m e l'altezza è di 7,5 m s.l.m..
A sud est dell'isolotto, a circa 370 m, si trova il piccolo  scoglio Superca o secca Superca (hrid Šuperka), con un'area di 1130 m² 42°35′29″N 18°12′25″E.

### Isole adiacenti
- Scogli Pettini (Cavtaski Grebeni), a sud-ovest, con le isole di Marcana (Mrkan) e Bobara.

### Cartografia
- (HR) Mappa topografica della Croazia 1:25000, su preglednik.arkod.hr. URL consultato il 27 febbraio 2017.
- G. Giani, Carta prospettiva delle Comuni censuarie della Dalmazia, foglio 11, 1839. Fondo Miscellanea cartografica catastale, Archivio di Stato di Trieste.
- Carta di cabottaggio del mare Adriatico, foglio XIII, Milano, Istituto geografico militare, 1822-1824. URL consultato il 17 febbraio 2017 (archiviato dall'url originale il 13 aprile 2013).